# XMI
XMI står för XML Metadata Interchange och är en standard (vokabulär) för att utbyta metadata mellan olika UML-verktyg.